# عبد الرؤوف الباسطي
عبد الرؤوف الباسطي ، سياسي تونسي. ووزير سابق للثقافة وحماية التراث الوطني.

## سيرته
ولد عبد الرؤوف الباسطي يوم 19 أغسطس، 1947. حصل على درجة الماجستير في الأدب العربي من جامعة تونس. 

عمل في اتحاد الإذاعات العربية من عام 1981 إلى عام 1988، ثم أصبح الرئيس التنفيذي للشركة من عام 1989 إلى عام 1998. 

خدم كسفير تونس في لبنان من العام 1999 إلى العام 2000. 

ثم أصبح رئيسا لمؤسسة الإذاعة والتلفزة التونسية من العام 2000 إلى 2002، 

بعدها تولى منصب سفير تونس في الأردن. 

وفي عام 2007، تم تعيينه في منصب وزيرة الخارجية في وزارة الخارجية. 

في عام 2008، أصبح وزير الثقافة وحماية التراث الوطني. 